# Müllers rupsvogel
Müllers rupsvogel (Edolisoma morio synoniem: Coracina morio) is een zangvogel uit de familie van de rupsvogels. Het is een endemische vogel op Sulawesi. Deze vogel werd door Salomon Müller beschreven als Volvocivora morio. De Nederlandse naam is een eerbetoon aan de soortauteur.

## Verspreiding en leefgebied
De soort telt drie ondersoorten:
- E. m. morio: Sulawesi en de nabijgelegen eilanden.
- E. m. salvadorii: Sangihe-eilanden.
- E. m. talautense: Talaudeilanden.

## Status
Müllers rupsvogel heeft een groot verspreidingsgebied en daardoor is de kans op uitsterven gering. De grootte van de populatie is niet gekwantificeerd. De vogel is nog redelijk algemeen en er is geen aanleiding te veronderstellen dat de soort in aantal achteruit gaat. Om deze redenen staat deze rupsvogel als niet bedreigd op de Rode Lijst van de IUCN.